# Nully-Trémilly
Nully-Trémilly è stato un comune francese di 303 abitanti situato nel dipartimento dell'Alta Marna, nella regione del Grand Est.
Fu creato nel 1972 dalla fusione dei due comuni di Nully e Trémilly, ricostituiti come entità autonome nel 2005.

## Società

### Evoluzione demografica
Abitanti censiti
█ Nully - █ Trémilly